# 5193 Tanakawataru
5193 Tanakawataru è un asteroide della fascia principale. Scoperto nel 1992, presenta un'orbita caratterizzata da un semiasse maggiore pari a 3,1792684 UA e da un'eccentricità di 0,1579879, inclinata di 2,71021° rispetto all'eclittica.
L'asteroide è dedicato a Wataru Tanaka, professore all'Osservatorio astronomico nazionale giapponese.